# 満員御礼!福島一丁目劇場
満員御礼!福島一丁目劇場（まんいんおんれい! ふくしまいっちょうめげきじょう）は、2010年4月10日から2013年12月28日までABCラジオ（朝日放送）で放送された演芸バラエティ番組である。

## 番組概要
ABCラジオで2010年4月3日まで放送されていた『文三・ゆかりのふらちなサタデーナイト』のリニューアル版で、同番組に続いて、よしもとクリエイティブ・エージェンシー所属の落語家・桂文三と朝日放送アナウンサー・喜多ゆかりがパーソナリティを担当。番組タイトルの「福島一丁目」は、朝日放送の本社が大阪市福島区福島一丁目にあることにちなんでいた。
当番組では、前番組の『お笑いプレミアム・ボックス』や、深夜番組『もうすぐ夜明けABC』で放送されていた『ABCミッドナイト寄席』（花花寄席→ 花形寄席で演じられた落語・話芸の音源アーカイブコーナー）を継承。朝日放送入社前の大学生時代にM-1グランプリで3回戦まで残った経験を持つ喜多が文三と丁々発止のトークを展開したほか、関西を中心に活動する落語家や芸人をしばしばゲストに招いていた。また、毎月の最終週のみ、若井みどりもレギュラーで出演していた。
オープニングでは、有名・無名にかかわらず、芸人がレコードやCDで発表した楽曲を放送。番組を告知するABCラジオのスポットCMで、「ソング・オブ・カリキュラマシーン」（かつて日本テレビ系列で放送されていた『カリキュラマシーン』のテーマソング）をBGMに用いた時期もあった。
なお、プロ野球シーズンの7月から9月までは、当番組の放送枠が『ABCフレッシュアップベースボール』のナイトゲーム中継に充てられる関係で当番組を休止。4月から6月までの期間および、プロ野球のポストシーズン中には、ナイトゲームが最初から予定されていない日にのみ放送していた。
2013年には、10月5日から当番組の放送を再開したものの、12月28日の放送で終了。2014年1月4日からは、当番組の放送枠で、かまいたち (お笑いコンビ) がパーソナリティを務める生放送番組『俺達かまいたち』を開始した。

## 放送時間
- 2010年4月 - 6月　毎週土曜日 18:00 - 19:00
- 2010年10月 - 2011年6月、2011年10月 - 2012年6月、2012年10月 - 2013年6月、2013年10月 - 12月　毎週土曜日 19:00 - 20:00

## コーナー
- 週間落語ニュース
- 浪花節だよ人生は

若井みどりがスタジオに登場。
- 福島チョメチョメシアター

## スタッフ
- プロデューサー上ノ薗公秀
- 構成作家 米井敬人